# ان‌جی‌سی ۷۰۰۳
ان‌جی‌سی ۷۰۰۳ (انگلیسی: NGC 7003) نام یک کهکشان مارپیچی میله‌ای در صورت فلکی دلفین است.